# Blechnum hancockii
Blechnum hancockii är en kambräkenväxtart som beskrevs av Henry Fletcher Hance. Blechnum hancockii ingår i släktet Blechnum och familjen Blechnaceae. Inga underarter finns listade.